# イエスよ、汝わが魂を
『イエスよ、汝わが魂を』（イエスよ、なんじわがたましいを、Jesu, der du meine Seele）BWV78は、ヨハン・ゼバスティアン・バッハが1724年9月10日の三位一体節後第14日曜日の礼拝のために作曲した教会カンタータ。全7曲からなり、典型的なコラール・カンタータの例として知られ、普遍的な神への信頼を骨子とした親しみやすい内容と完成度の高い音楽とが調和し、非常に人気の高い作品である。

## 概要
トーマス教会に残された初演時のパート譜で伝承されている。ヨハン・リストが1641年に作詞した全12節のコラールを解体し、7曲に組みなおした典型的なコラールカンタータである。第1節に大コラール編曲、第7曲に小コラール編曲を施し、中間のアリアとレチタティーヴォには自由な音楽がつけられており、2週間前に初演した113番の第4曲のような、コラールをアリオーソに仕立ててレチタティーヴォに挿入するトロープス技法は用いていない。コラールを再構築した台本作者は今も判明していない。
78番を演奏する三位一体節後第14日曜日の礼拝では、ルカ福音書第17章11-19節の「らい病の患者を癒す」が説教主題となる。福音書には、十名の患者がイエスによって治癒したことと、そのうちのサマリア人一人だけがイエスに感謝を述べに帰ってきたことが記述してある。そこでルーテル教会では、「癒し」または「感謝」を説教主題として展開する。78番の主題は前者で、イエスに救いを求めて歩み行く道程での期待や迷走、癒し、信頼を描いていく。ちなみに当日のカンタータは3曲伝承されており、「癒し」を主題とするのは78番と25番、「感謝」を主題とするのが17番である。

### 第1曲 コラール合唱『イエスよ、汝わが魂を』(Jesu, der du meine Seele)
合唱・フルート・オーボエ2・弦楽器・通奏低音、ト短調、3/4拍子
フルートに補強されたソプラノを定旋律とし、半節ごとにアレンジを変えてゆく大コラール編曲。付点リズムと半音下降を組み合わせた前奏に続き、1・2節前半は下三声の合唱フーガも半音下降をなぞるが、一方で伴奏の通奏低音は躍動するリズムを刻んでいる。1・2節後半は逆に半音上昇のフーガと伴奏の柔らかな波動が救済を暗示する。第3節前半でイエスの力を提示すると、合唱は躍動に転じる。後半には「喜びのモティーフ」と呼ばれる2：1：1の躍動リズムに支配され、フルートは定旋律から離れてオブリガートに移る。いったん前奏を模倣した間奏を経て終結の第4節。癒しの福音を人々に給う前半の歌詞で半音下降のモティーフに戻るが、福音の力に望みを託す祈りの声を反映した後半部には、トリルをともなう躍動した旋律で信頼を明示する。

### 第2曲 二重唱『われは急ぐ』(Wir eilen mit schwachen)
ソプラノ・アルト・ヴィオローネ・通奏低音、変ロ長調、4/4拍子
ヴィオローネのピツィカートと通奏低音のオスティナートに乗せて、ソプラノとアルトが弾むリズムでイエスを求めて歩き続ける。二声の掛け合いや同時進行のメリスマなど技巧的な一方で、親しみやすいメロディラインと演奏者の個性が反映されたリアライゼーションの違いが人気の一因である。祈る場面では曲調が翳るが、喜びのときを期待して再び晴れやかな曲調に回帰する。

### 第3曲 レチタティーヴォ『ああ、われ罪の子』(Ach! ich bin ein Kind der Sünden)
テノール・通奏低音
しかし曲調は減七の和音で暗転する。イエスの元へ到達できず道に迷い、罪の子であることを再認識する。肉体を蝕む病に力尽き、苦悶の様相を深める。数限りない罪を思い返し、絶望の縁で贖罪の祈りが口を突く…「私の悪事を咎めないで下さい、主よ、お怒りを鎮めてください」…この祈りはコラール第5節の引用。それまで不協和音をうなっていた通奏低音が、ともに打ち震えながらアリオーソの祈りに寄り添う。

### 第4曲 アリア『わが咎を消し去る御血潮』(Dein Blut, so meine Schuld durchstreicht)
テノール・フルート・通奏低音、ト短調、6/8拍子
フルートが跳躍を含んだ沸き立つ伴奏を始める。人の罪を洗い流す救い主の血潮を知り、テノールが伴奏の旋律をトレースする。罪を贖う血の洗礼を受けて癒される前半部では、テノールの歌も穏やかに進行し、長調に転ずる場面も見られる。それを受けて間奏を過ぎると、信仰を貫く決意に満たされる。反復される(zum Streit)、3小節半に及ぶ(stehet)の同音保持、鋭く突き上げる(beherzt)などの歌詞と音モティーフの連動が、雄々しく死と戦う立つ決意を象徴する。

### 第5曲 レチタティーヴォ『傷、釘、荊、墓』(Die Wunden, Nägel, Kron und Grab)
バス・オーボエ・弦楽器・通奏低音
全楽器が参加するアコンパニヤートの語り。イエスに与えられた受難を挙げ、それを勝利の象徴と見なす前半部は、伴奏は穏やかに流れていく。だが、試練が自分自身に降りかかるとき、伴奏は激しく十六分音符で威嚇する。しかし試練に動じない魂の前に再び平穏に戻る。後半部はコラール第10節の引用。十字架に救われた心をイエスに捧げる信仰宣言を、伸びやかな伴奏に乗せたアリオーソで朗誦する。

### 第6曲 アリア『今や汝わが良心を鎮むべし』(Nun du wirst mein Gewissen stillen)
バス・オーボエ・弦楽器・通奏低音　ハ短調、4/4拍子
厳格な弦楽器の伴奏をリトルネロとしたオーボエ協奏曲にアリアをはめ込んだもの。止まることなく躍動するオーボエに拮抗するように、バスの旋律も華やかなメリスマをまとっている。特に「希望」(Hoffnung)と「簒奪」(rauben)に当てられたメリスマは十六分音符で2小節にも達する。全体的に躍動的なメロディの中で、永遠の信頼を告白する(Ewigkeit)に当てた2小節の同音保持は例外的なモティーフである。

### 第7曲 コラール『主はわが弱きを助くと信じたり』(Herr, ich glaube, hilf mir Schwachen)
合唱・フルート・オーボエ2・弦楽器・通奏低音、ト短調、4/4拍子
楽器に補強された簡潔な四声コラール。フルートはオブリガートにならず1オクターブ上でソプラノに重なる。死後の再会を希求し、その日までイエスを信頼しつつ現世の試練を越えていく決意を表明した12節で、全7曲の旅路を総括する。